# Chełm Śląski

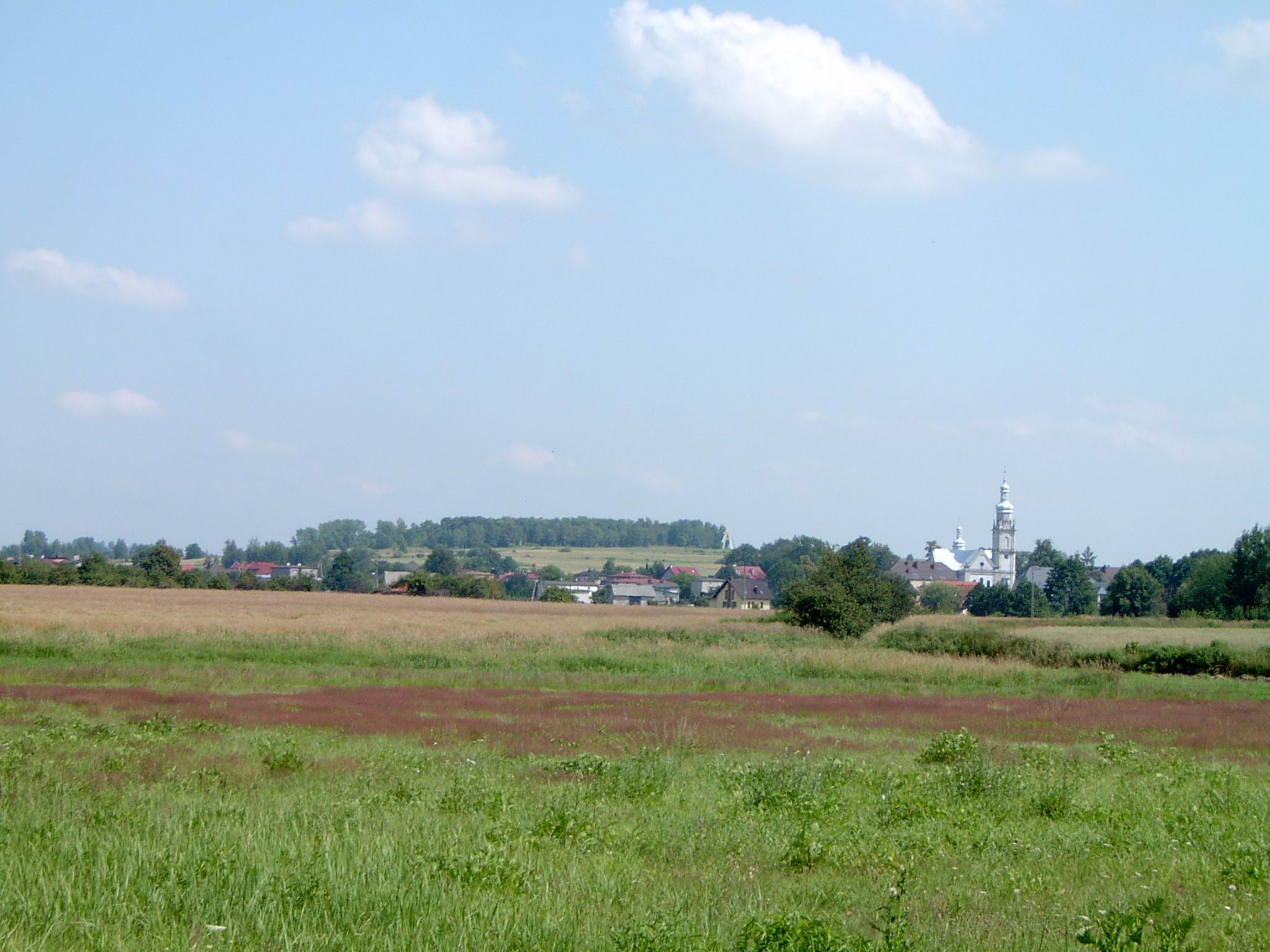
Panorama wsi, z prawej kościół Trójcy Przenajświętszej (2006)

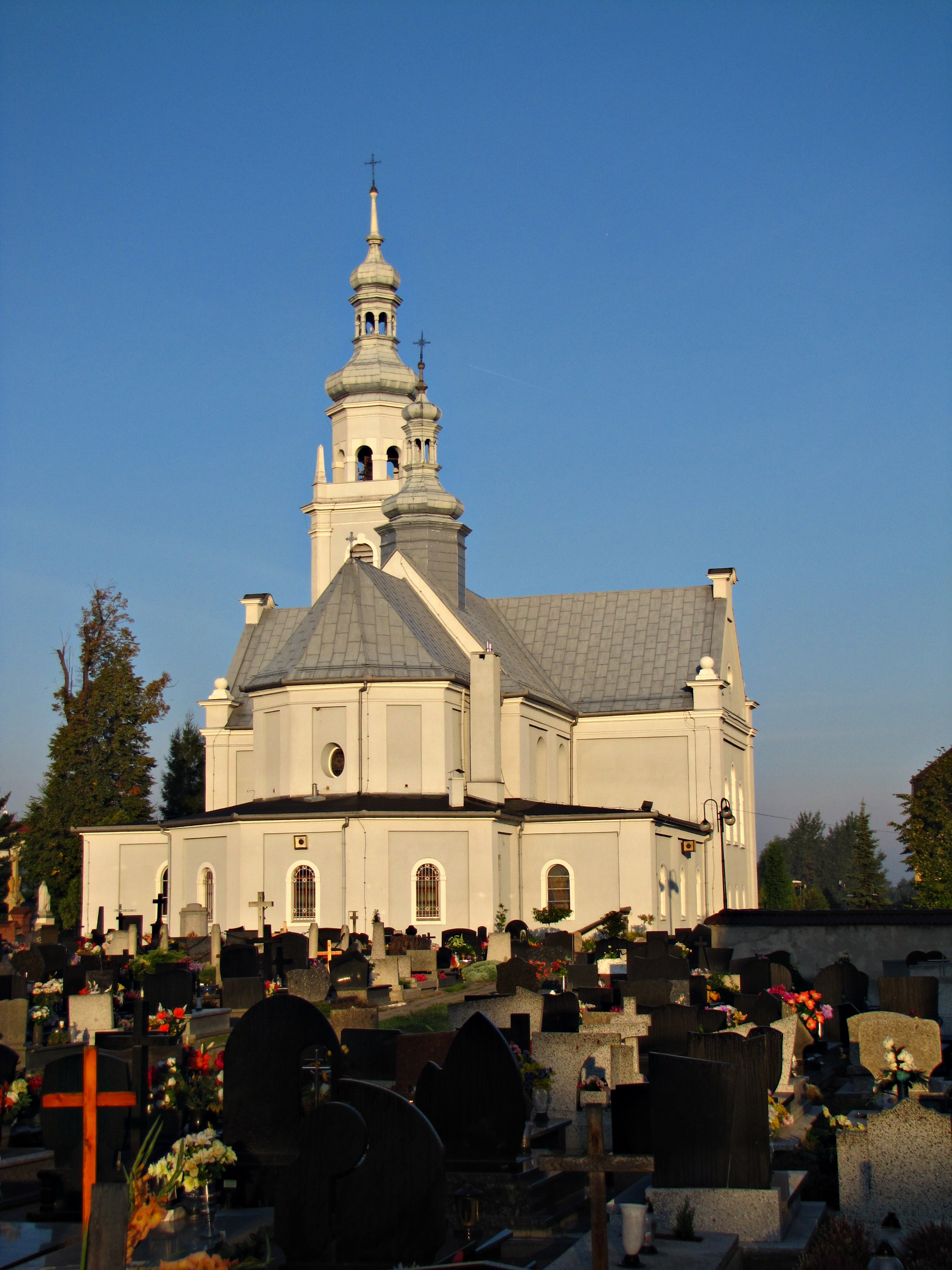
Kościół pw. Trójcy Przenajświętszej w Chełmie Śląskim

Chełm Śląski (niem. Gross Chelm) – wieś w Polsce, w województwie śląskim, w powiecie bieruńsko-lędzińskim, siedziba gminy Chełm Śląski. Jest położona na Pagórach Jaworznickich przy drodze wojewódzkiej nr 934.
W latach 1973–1975 w gminie Imielin (obejmującej 3 sołectwa: Chełm Śląski, Kopciowice i Dziećkowice). W latach 1975–1977 dzielnica Tychów. W 1977 r. Chełm Śląski został włączony w granice administracyjne Mysłowic.  W latach 1977–1994 dzielnica Mysłowic. Od 30 grudnia 1994 r. w reaktywowanej gminie Chełm Śląski (obejmującej Chełm Śląski i Kopciowice) (gmina Chełm istniała wcześniej w latach 1945–1954).
W latach 1975–1998 miejscowość administracyjnie należała do województwa katowickiego. 30 grudnia 1994 r. Chełm Śląski oraz Imielin wyłączono z Mysłowic.
Integralnymi częściami wsi są: Błędów, Chełm Mały i Gamrot.

## Nazwa
Miejscowość nosiła wcześniej historyczną polską nazwę Chełm. Nazwę w zlatynizowanej staropolskiej formie Chelm wymienia w latach 1470–1480 Jan Długosz w księdze Liber beneficiorum dioecesis Cracoviensis.
Obecna nazwa Chełm Śląski została wprowadzona Zarządzeniem nr 74 Prezesa Rady Ministrów z dnia 10 grudnia 1966 r. w sprawie zmiany i ustalenia nazw niektórych miejscowości i zastąpiła poprzednią nazwę wsi Chełm, w powiecie tyskim, w której mieściła się siedziba gromadzkiej rady narodowej.

## Transport

### Drogowy
Przez centrum Chełmu Śląskiego, przebiega droga wojewódzka nr 934, łącząca drogę ekspresową S1 z DW 780. Droga przebiega przez miasto Imielin, miejscowości: Chełm Śląski, Kopciowice, kończąc w Bieruniu Nowym na skrzyżowaniu z DK44.
Na południe od Chełmu Małego, w Kopciowicach od DW 934 rozgałęzia się droga wojewódzka nr 780 prowadząca do Krakowa przez takie miasta jak: Chełmek, Libiąż, Alwernia.
W Chełmie Śląskim znajdują się następujące drogi powiatowe:
- 5920S Chełm Śląski (ul. Techników, ul. Boya-Żeleńskiego)

- 5921S Chełm Śląski (ul. Śląska, ul. Odrodzenia) - Goławiec - Górki
- 5924S Kopciowice - Chełm Śląski (ul. Osada, ul. Kolonia Leśna)[14][15]

### Kolejowy
Przez Chełm Śląski przebiega linia kolejowa nr 138 w relacji Oświęcim - Katowice. Miejscowość posiada stację kolejową.

## Geografia
Na północnych krańcach Chełmu Śląskiego usytuowany jest zbiornik wody pitnej, oficjalnie nazwany zbiornikiem Dziećkowice – teren po byłej kopalni piasku w Imielinie. Największym wzniesieniem jest Chełmska Góra zwana również Smutną Górą (284,6 m n.p.m.), z przeszłości zachowały się liczne stawy pohodowlane w tym tzw. Pacwowe Stawy i osadnik w rejonie ul. Błękitnej.
Na ochronę z punktu widzenia kulturalnego i przyrodniczego zasługują: Dolina Przemszy, tzw. Smutna Góra, górny odcinek potoku Mąkołowiec z zespołem Pacwowych Stawów. Wartość kulturową posiadają kościół parafialny pw. Świętej Trójcy, krzyże przydrożne: obok drogi do osady Gamrot, na dawnym cmentarzu cholerycznym na Smutnej Górze i przy ul. Chełmskiej.

## Gospodarka
W 1843 roku w rozpoczyna eksploatację węgla kamiennego kopalnia "Simonsseegen" [Simons Seegen] ("Błogosławieństwo Szymona") nad. 22V/5 VI 1843 r., eksploatowała w latach 1843–1845. Należała do kupców Moryca Tichauera, Loebela Perlsa i innych przedsiębiorców. W początkach XX w. Franciszek Hubert von Tiele -Wincker nabył większość kuksów, które w 1923 roku przejęło Górnośląskie Towarzystwo Akcyjne dla Gruntów Kopalń. Produkcja w 1843 roku wynosiła około 2 tys. ton.
W 1843 roku w rozpoczyna eksploatację węgla kamiennego kopalnia "Agnessegen" [Agnes Segen] ("Błogosławieństwo Agnieszki") nad. 10/26 VII 1843 r. W roku 1845 produkcja wynosiła około 600 ton. Kopalnia należała w połowie do skarbu państwa, w drugiej połowie do kilku przedsiębiorców (porucznik Fryderyk Muller, szychtmistrz Emanuel Holleck, szynkarz Moryc Freund i innych. W latach 1901–1906 wykupił 100,4 kuksów Franciszek Hubert von Tiele -Wincker. W 1928 roku udział ten przejęło Górnośląskie Towarzystwo Akcyjne dla Gruntów Kopalń w Mysłowicach, które jednak nie podjęło eksploatacji.
W roku 1846 rozpoczyna działalność kopalnia "Chełm" nad. 4/16 III 1846 r. eksploatowała w latach 1853–1873. Należała po połowie do Ignacego Eiseneckera z Mikołowa i do księcia Maksymiliana Jana Ludwika Sułkowskiego. W 1851 r. Eiseneckler przejął całą kopalnię, a w roku 1870 kupił ją Fryderyk Wolff z Mysłowic. W tym samym czasie utworzono Gwarectwo Chełm, które w 1884 r. przejęło również kopalnię „Renard” z  Sielca i zmieniło nazwę na Gwarectwo Hrabiego Renard. W związku z tym, większość udziałów przejęli dotychczasowi właściciele kopalni Renard. Produkcja kopalni Chełm w 1873 roku wynosiła 5,4 tys. ton.
W roku 1846 rozpoczyna działalność kopalnia "Emanuelstrost" [Emanuels Trost] ("Pociecha Emanuela") nad. 7IV/ 23 V 1846 r., powiększona 4 I 1867 roku, eksploatowała w latach 1847–1873. Należała do kupca Loebela Perlsa, Loebela Danzigera i innych udziałowców. W latach 1871–1890 nabył kopalnię Gustaw Henryk Ruffer i od tego czasu należała do rodziny Rufferów. W 1922 roku przejęło ją Górnośląskie Towarzystwo Akcyjne dla Gruntów Kopalń w Mysłowicach, które jednak nie podjęło eksploatacji. Produkcja w 1873 roku wynosiła około 2 tys. ton.
W roku 1846 rozpoczyna działalność następna  kopalnia "Hermannsgluck" [Herrmanns Glück]  ("Szczęście Hermana") nad. 22X/ 5 XI 1846 r. , eksploatowana w latach 1847–1848. Należała do kupca Hermana Mullera, kupca Zygfryda Guradze, kasjera Jana Schwerdtfegera i innych przedsiębiorców. W latach 1899–1901 większość udziałów nabył Franciszek Hubert von Tiele -Wincker. W 1923 roku udział ten przejęło Górnośląskie Towarzystwo Akcyjne dla Gruntów Kopalń w Mysłowicach, które jednak nie podjęło eksploatacji. Produkcja w 1848 roku wynosiła około 640 t.
Na terenie Kopciowic w roku 1858 zaczęła funkcjonować kopalnia "Saxonia" (nad.17. 11. 1858r.) Właścicielem kopalni był Franciszek Hubert von Tiele -Wincker .
W roku 1916 na terenie Chełma Wielkiego, Imielina oraz Nowego Bierunia funkcjonuje kopalnia "Clemenze".  14.10.1916 r. - data nadania, 27.10.1916 r. data zatwierdzenia funkcjonowania kopalni.
W 1924 roku na terenie Chełmu Wielkiego działały Nasycalnie Drzewa - które zostały wykupione przez Zakłady Impregnacyjne z Katowic od firmy „Riitgerswerke A. G.“ wzgl. od firmy „Danziger Parkettfabrik und Impragnierwerke G. m. b. H. u. Com. Ges. Danzig-Schellmuhl“. Przeciętne zatrudnienie w Zakładzie Impregnacyjnym Wielki Chełm w 1925 roku wynosiło 30-40 robotników. Zakłady te impregnowały materiał drzewny, głównie podkłady kolejowe dla Dyrekcji Kolei w Katowicach, Poznania i Gdańska oraz innych przedsiębiorstw państwowych lub prywatnych. Nasycanie odbywało się olejami, dostarczanymi przez Związek Koksowni. Zakład w Wielkim Chełmie nasycał również materiały kopalniane (kopalniaki) roztworami specjalnych soli impregnacyjnych. Produkcja w 1925 r. - Zakład w W. Chełmie 12.073 cbm. - z adnotacją, iż zakład był częściowo unieruchomiony.
W 1947 roku na mocy Zarządzenia Ministra Przemysłu z dnia 26 listopada 1946 roku o ogłoszeniu pierwszego wykazu nadań górniczych, przechodzących na własność Państwa pola górnicze leżące w Chełmie Wielkim i Kopciowicach zostały upaństwowione. (Tutaj Mały Chełmek to jest Chełm Mały).
| Lp. | Nazwa i numer pola górniczego      | Miejsce położenia – miejscowość               | Miejsce położenia - powiat | Oznaczenie hipoteczne - numer wykazu | Oznaczenie hipoteczne - sąd | Właściciel nadania                                    | Numer i data dokumentu nadawczego | Minerał |
| --- | ---------------------------------- | --------------------------------------------- | -------------------------- | ------------------------------------ | --------------------------- | ----------------------------------------------------- | --------------------------------- | ------- |
| 1.  | Cons. Steinkohlenbergwerk Clemense | Chełm Wielki, Imielin, Nowy Bieruń            | Katowice                   | XVIII-4                              | Mysłowice                   | Górnośląska Spółka Akcyjna Dla Górnictwa w Katowicach | 27.05.1916r.                      | Węgiel  |
| 2.  | Zenon 739                          | Chełm Wielki                                  | Pszczyna                   | XIII, XIV                            | Mysłowice                   | Hans Werner Lothar Freiherr von Thiele Winkler        | 23.05.1943 r.                     | Węgiel  |
| 3.. | Emanuels Trost 287                 | Chełm Wielki                                  | Pszczyna                   | XIV                                  | Mysłowice                   | Hans Werner Lothar Freiherr von Thiele Winkler        | 23.5.1846 r. , 4.1.1867 r.        | Węgiel  |
| 4.  | Hetmann 426                        | Mały Chełmek                                  | Pszczyna                   | XIV                                  | Mysłowice                   | Hans Werner Lothar Freiherr von Thiele Winkler        | 22.10.1846 r. , 8.11.1846 r.      | Węgiel  |
| 5.  | Porąbek 589                        | Porąbek, Ścierń, Kopciowice                   | Pszczyna                   | XII-347                              | Mysłowice                   | Hugo von Graeve Heins, Koetz Teodor Stark             | I 6087 ; 6.7.1872 r.              | Węgiel  |
| 6.  | Heinrich Anton 410                 | Czarnuchowiec, Zabrzeg, Kopciowice, Biasowice | Pszczyna                   | -                                    | Mysłowice                   | Friedrich Wolft Carl Knoblauch                        | I 6088 ; 12.7.1872 r.             | Węgiel  |

Na mocy Orzeczenia nr 15 Ministra Górnictwa z dnia 29 grudnia 1950r. o przejściu pól górniczych na węgiel kamienny na własność Państwa - dwa pola węglowe leżące w Kopciowicach przechodzą na własność państwową.
| Lp. | Nazwa i numer pola górniczego | Miejsce położenia – miejscowość               | Miejsce położenia - powiat | Oznaczenie hipoteczne - tom | Oznaczenie hipoteczne - wykaz | Oznaczenie hipoteczne - sąd | Właściciel nadania              |
| --- | ----------------------------- | --------------------------------------------- | -------------------------- | --------------------------- | ----------------------------- | --------------------------- | ------------------------------- |
| 1.  | Porąbek                       | Porąbek, Ścierń, Kopciowice                   | Pszczyna                   | XII                         | 347                           | Mysłowice                   | Gwarectwo Porąbek i inni        |
| 2.  | Heinrich Anton                | Czarnuchowiec, Zabrzeg, Kopciowice, Biasowice | Pszczyna                   | -                           |                               | Mysłowice                   | Gwarectwo Heinrich Anton i inni |

W roku 1951 w Dzienniku Urzędowym Wojewódzkiej Rady Narodowej w Katowicach z dnia 1 grudnia 1951 roku nr 19 widnieje ogłoszenie o sporządzeniu protokołów zdawczo-odbiorczych przejętych przedsiębiorstw na własność Państwa. Pola górnicze na węgiel kamienny Heinrich Anton które już nie należy do Gwarectwa Heinrich Anton  oraz  pole Porąbek z dniem 17 grudnia 1951 w Dyrekcji KWK Piast-Ziemowit w Lędzinach zostały spisane w spisach zdawczo-odbiorczych. 
W latach 1957–1963 działała na terenie Chełmu Wielkiego (obecnie Śląskiego) płytka kopalnia przy kopalni „Piast” w Lędzinach. Uruchomiona została w 1957 roku a zlikwidowana 15 grudnia 1963 roku. Maksymalna produkcja kopalni w Chełmie Wielkim w 1963 roku wynosiła 53 628 t.
W Chełmie Śląskim znajduje się Fabryka Wentylatorów „FAWENT” S.A. Zakład rozpoczął swoją działalność w kwietniu 1951 r. jako Przedsiębiorstwo „Urządzenia Klimatyzacyjne” Śląski Zakład Produkcji Pomocniczej w Chełmie Wielkim, a pierwszy wentylator wyprodukowano już 22 listopada tego roku. Od 1956 roku zakład posiadał status przedsiębiorstwa państwowego o nazwie Wytwórnia Urządzeń Wentylacyjnych, a od 1961 roku występuje już pod nazwą Fabryka Wentylatorów „FAWENT”. Fabryka w roku 1995 przekształciła się z przedsiębiorstwa państwowego w Spółkę Akcyjną o nazwie Fabryka Wentylatorów „FAWENT” S.A.